# 1964年東京オリンピックのトリニダード・トバゴ選手団
1964年東京オリンピックのトリニダード・トバゴ選手団（1964ねんとうきょうオリンピックのトリニダード・トバゴせんしゅだん）は、1964年10月10日から10月24日にかけて日本の首都東京で開催された1964年東京オリンピックのトリニダード・トバゴ選手団、およびその競技結果。

## 概要
今大会は銀メダル1個、銅メダル2個の合計3個のメダルを獲得した。
前回1960年ローマオリンピックは、ジャマイカ・バルバドスとともに西インド連邦として参加したが、今大会はふたたびトリニダード・トバゴとしての単独参加となった。

## メダル
| メダル | 選手名                                                                            | 競技 | 種目             |
| ------ | --------------------------------------------------------------------------------- | ---- | ---------------- |
| 銀     | ウェンデル・モトリー                                                              | 陸上 | 男子400m         |
| 銅     | エドウィン・ロバーツ                                                              | 陸上 | 男子200m         |
| 銅     | エドウィン・スキナー ケネス・バーナード エドウィン・ロバーツ ウェンデル・モトリー | 陸上 | 男子4×400mリレー |